# نایف بن عبدالعزیز آل سعود
نایف بن عبدالعزیز بن عبدالرحمن بن فیصل بن ترکی بن عبدالله بن محمد بن سعود بن محمد بن مقرن آل سعود به سال ۱۹۳۳ از اعضای محافظه‌کار دودمان آل‌سعود، بیست و سومین فرزند ملک عبدالعزیز، بنیان‌گذار عربستان سعودی و دومین ولیعهد ملک عبدالله، پادشاه سابق این کشور بود. او به مدت سی و هفت سال پست وزارت کشور را در اختیار داشت و تا زمان درگذشتش بر اثر حمله قلبی در ژنو، به مدت هشت ماه ولیعهد عربستان سعودی و همچنین نایب رئیس مجلس وزیران عربستان سعودی بود. در زمان مسئولیت وی در وزارت کشور عربستان سعودی، وقایع مهمی چون تصرف مسجدالحرام توسط جهیمان و شبه‌نظامیان طرفدار محمد قحطانی و وقایع کشتار حجاج و همچنین ضربات سنگین به اعضا و شاخه‌های گروه القاعده در عربستان سعودی به وقوع پیوست.
محمد بن نایف آل سعود، ولیعهد سابق عربستان سعودی، فرزند اوست.

## زندگی‌نامه
نایف در شهر طائف متولد شد و در تاریخ ۱۶ ژوئن ۲۰۱۲ (سن ۷۸ سالگی) در سفر درمانی خود به ژنو درگذشت. نایف تحصیلات خود را در مدرسه دربار سلطنتی به پایان رساند و به حکم پدرش، فرماندار منطقه ریاض شد و پس از آنکه ۱۸ سال در این سمت باقی‌ماند، معاون وزیر کشور و چهار سال بعد، وزیر کشور شد و تا پایان عمر در این مقام باقی‌ماند.
"نایف بن عبدالعزیز" یکی از ۷ عضو باقی‌مانده از خاندان "السدیری" بود که همه آنان فرزندان ملک عبدالعزیز می‌باشند و مادرشان "حصه"، دختر "احمد السدیری" بود که پنجمین و محبوبترین همسر ملک عبدالعزیز از میان ۲۲ زن دیگرش بود.
او فرزند ملک عبدالعزیز (پادشاه پیشین عربستان سعودی) می‌باشد و همچنین برادر فهد بن عبدالعزیز (پادشاه پیشین عربستان سعودی) می‌باشد عبدالله بن عبدالعزیز (پادشاه پیشین عربستان سعودی) نیز برادر ناتنی اوست. او در ۲۷ اکتبر ۲۰۱۱، پنج روز پس از درگذشت سلطان بن عبدالعزیز، توسط عبدالله بن عبدالعزیز به عنوان ولیعهد عربستان سعودی انتخاب شده بود.
نایف سه بار ازدواج کرد که ازدواج اول و سوم او به جدایی انجامید، از او شش دختر و چهار پسر باقی‌مانده‌است.

## نایف و روابط با ایران
قبضه امنیتی  نایف با کشتار صدها حاجی تظاهرکننده ایرانی در تاریخ ۹ مرداد ۱۳۶۶، تیره‌ترین دوران رابطه ایران با عربستان سعودی را رقم زد.

## درگذشت
وی در سفر درمانی خود به ژنو سوئیس در تاریخ ۱۶ ژوئن ۲۰۱۲ در سن ۷۸ سالگی درگذشت.